# Twillingate
Twillingate ist eine Gemeinde (Town) auf zwei benachbarten Inseln, den Twillingate Islands, an der Nordküste Neufundlands. Der Name der Stadt hat seinen Ursprung in der französischen Inselgruppe Toulinquet. Twillingate liegt an der Bucht Notre Dame Bay.

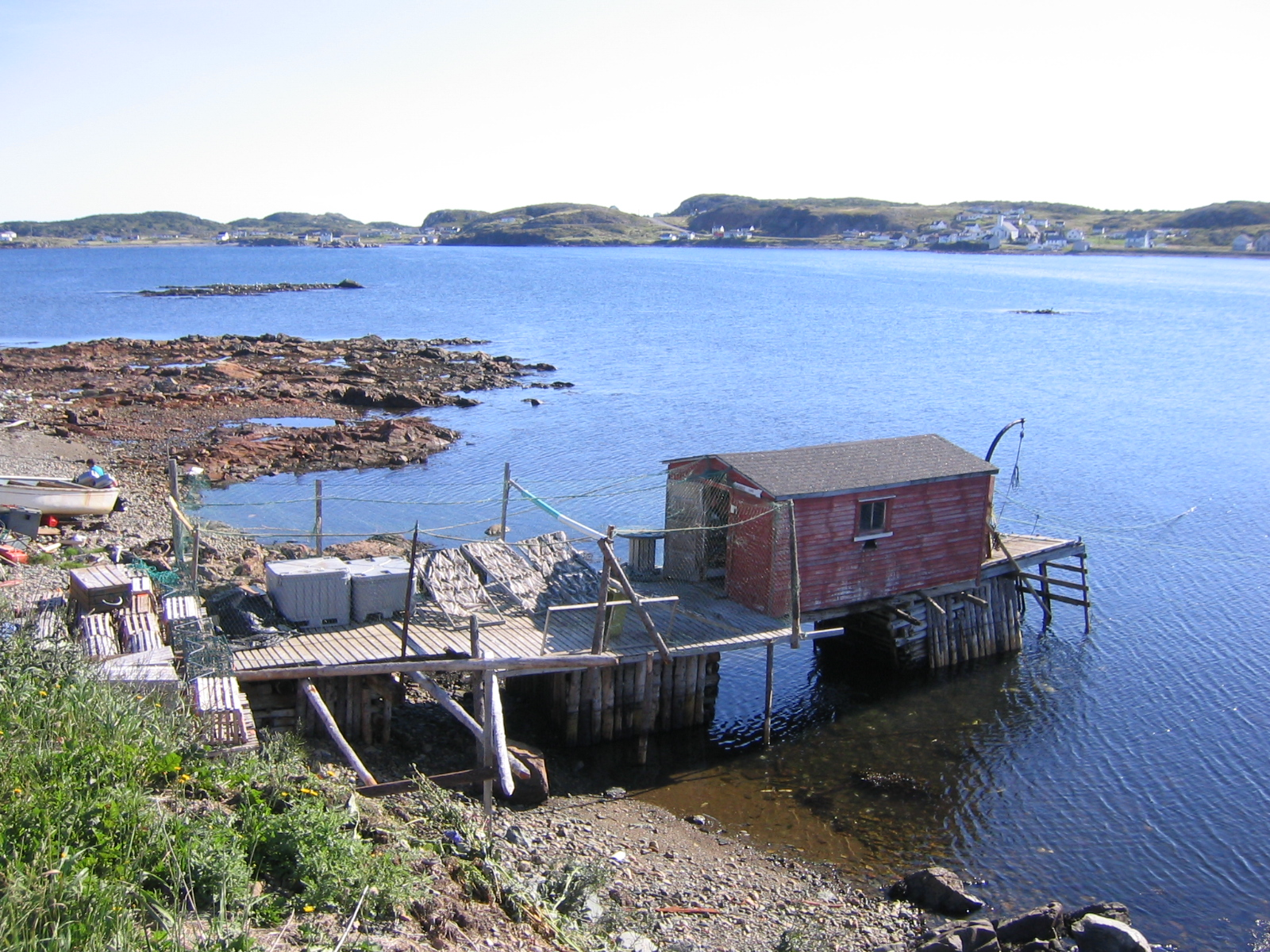
Fischerhütte in Twillingate

Im 15. und 16. Jahrhundert wurde die Bucht vermutlich als saisonaler Fischereihafen genutzt. Erste europäische Siedler trafen allerdings erst im 17. Jahrhundert ein. Die ursprünglichen Bewohner, die Beothuk, waren bis zu Beginn des 19. Jahrhunderts in der Region ansässig. Über zwei Jahrhunderte war Twillingate ein wichtiges Versorgungszentrum für Labrador und die Fischer der neufundländischen Nordküste.
Der Zensus im Jahr 2016 ergab für die Gemeinde eine Bevölkerungszahl von 2.196 Einwohnern. Die Bevölkerung hat dabei im Vergleich zu den vorherigen Zensus im Jahr 2006 und 2011 von damals 2.448 bzw. 2.269 Einwohnern leicht abgenommen.
Nach der Einschränkung der Fangquoten Anfang der 1990er-Jahre konzentrierte sich Twillingate auf den Tourismus als Einnahmequelle. Mit Eisberg- und Walbeobachtungsmöglichkeiten ist die Stadt inzwischen zu einem beliebten Urlaubs- und Ausflugsziel geworden.